# Pista di Fiorano

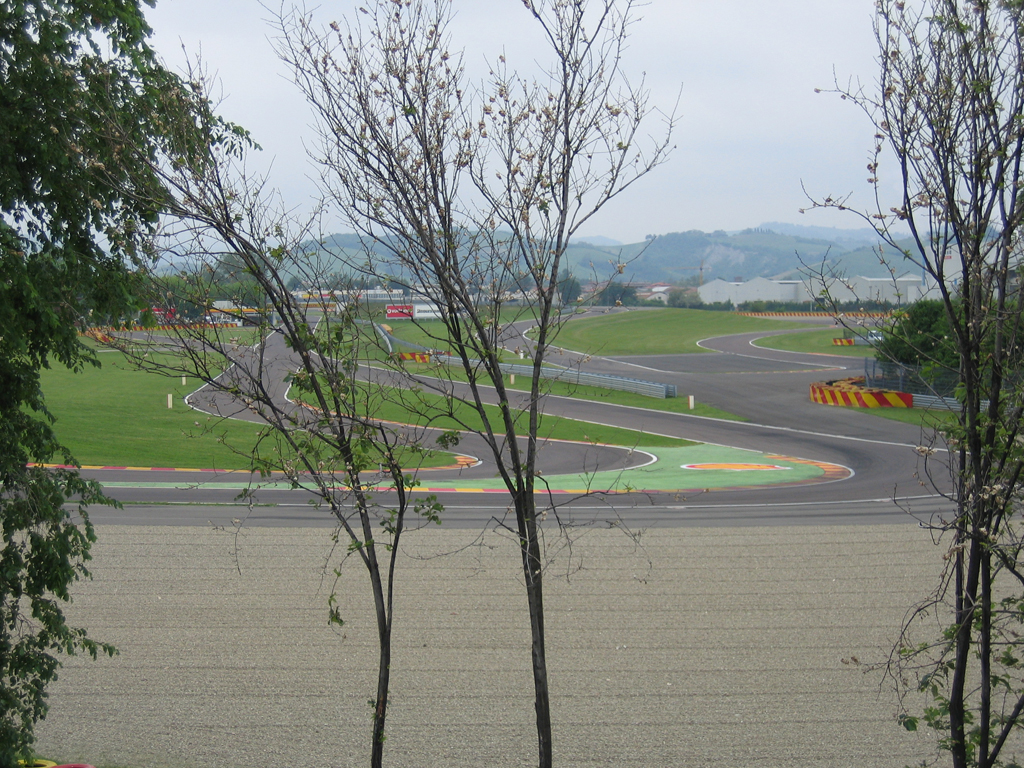
Kurve 12 von der Straße aus gesehen

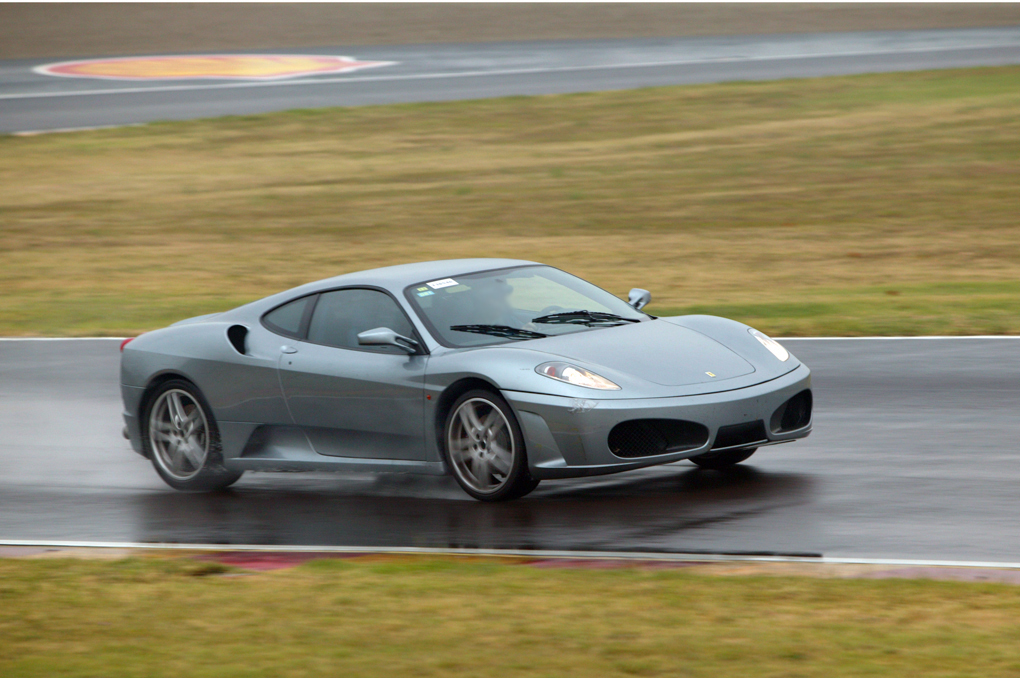
F430 während einer Testfahrt

Die Pista di Fiorano ist eine private Renn- und Teststrecke im Besitz von Ferrari. Sie liegt in der Gemarkung von Fiorano Modenese direkt westlich vom Ferrari-Stammwerk auf dem Gebiet von Maranello und wird hauptsächlich als Entwicklungsstrecke für Straßen und Rennwagen genutzt.
Die ursprüngliche Strecke wurde 1972 eröffnet und war 8,4 m breit und 3 km lang. Eine 1992 hinzugefügte Schikane verlängerte sie auf 3,021 km. 1996 wurde die Strecke erneut überarbeitet und um 24 m gekürzt. Formel-1-Wagen können auf der Pista di Fiorano eine Durchschnittsgeschwindigkeit von 190 km/h und eine Höchstgeschwindigkeit von 290 km/h erreichen. Da die Strecke eine Teststrecke ist, hat sie viele unterschiedliche Arten von Kurven, deren Längen von 13,71 m bis 370 m reichen. Dies ermöglicht es, Kurven- und Streckentypen anderer Rennstrecken zu simulieren.
Darüber hinaus ist die Strecke mit Telemetrie-Sensoren und einer großen Schleuderplatte zum Testen von Reifen ausgestattet. Um auch die Bedingungen einer nassen Strecke simulieren zu können, wurde 2001 eine Bewässerungsanlage installiert, die in acht Zisternen Regenwasser sammelt. Obwohl die Strecke für die Öffentlichkeit gesperrt ist, lässt sie sich über vorbeiführende Straßen teilweise einsehen. Das führt dazu, dass Formel-1-Testfahrten oft von Tifosi außerhalb der Strecke verfolgt werden.
Kunden von Ferrari ist es gestattet, ihre Autos auf dem Kurs Probe zu fahren. Der Ferrari 599 GTB Fiorano ist nach der Strecke benannt.
In den 16 Jahren von der Eröffnung der Strecke bis zu seinem Tod war Enzo Ferrari oft entweder in seinem Haus, das innerhalb des Kurses liegt, oder direkt an der Strecke, um die Autos während der Testfahrten zu beobachten. Der Legende nach war der eigentliche Grund für den Bau der Strecke, dass der Firmengründer seine Autos und Fahrer in Ruhe, ohne die Anwesenheit anderer Formel-1-Autos oder der Presse, genießen wollte. In Wirklichkeit wurde die Strecke gebaut, weil die bisherige Teststrecke Ferraris, das Aerautodromo di Modena, nicht mehr seinen Ansprüchen gerecht wurde.

## Rekordzeiten
| Auto                            | Zeit           | Fahrer             | Jahr           | Anmerkungen                 |
| Formel-1-Wagen                  | Formel-1-Wagen | Formel-1-Wagen     | Formel-1-Wagen | Formel-1-Wagen              |
| ------------------------------- | -------------- | ------------------ | -------------- | --------------------------- |
| Ferrari F2004                   | 0:55.999       | Michael Schumacher | 2004           |                             |
| Ferrari F2003-GA                | 0:56.33        | Michael Schumacher | 2003           |                             |
| Ferrari 248 F1                  | 0:57.099       | Felipe Massa       | 2006           |                             |
| Ferrari F2005                   | 0:57.146       | Michael Schumacher | 2005           |                             |
| Ferrari F2002                   | 0:57.476       | Michael Schumacher | 2002           |                             |
| Ferrari F2007                   | 0:58.366       | Felipe Massa       | 2007           |                             |
| Ferrari F310B                   | 0:59.00        | Michael Schumacher | 1997           |                             |
| Ferrari F2008                   | 0:59.111       | Mirko Bortolotti   | 2008           |                             |
| Ferrari F399                    | 1:00.226       | Luca Badoer        | 1999           |                             |
| Ferrari 412T1                   | 1:00.31        | Jean Alesi         | 1994           |                             |
| Rennwagen                       |                |                    |                |                             |
| Ferrari 333SP                   | 1:11.90        |                    |                |                             |
| Maserati MC12 Competizione      | 1:12.00        |                    |                | Slicks                      |
| Ferrari 333SP                   | 1:13.00        |                    |                | Slicks, Luftmengenbegrenzer |
| Ferrari FXX K                   | 1:14.00        |                    |                |                             |
| Ferrari 599XX Evoluzione        | 1:15.00        |                    | 2011           | [ 1 ]                       |
| Ferrari 360 GT2                 | 1:15.00        |                    |                |                             |
| Ferrari FXX Evolution           | 1:16.00        | Martino Lopez      | 2007           | [ 2 ] [ 3 ]                 |
| Ferrari 458 Challenge           | 1:16.50        |                    | 2010           |                             |
| Ferrari 599XX                   | 1:17.00        |                    | 2009           | [ 4 ]                       |
| Ferrari FXX                     | 1:18.00        | Dario Benuzzi      |                | [ 3 ]                       |
| Maserati Trofeo                 | 1:21.1         |                    | 2003           |                             |
| Ferrari F355 Challenge          | 1:25.40        |                    |                | Heckflügel                  |
| Ferrari 348 Challenge           | 1:33.00        |                    |                |                             |
| Straßenwagen                    |                |                    |                |                             |
| Ferrari SF90 Stradale           | 1:19.00        |                    | 2019           |                             |
| LaFerrari                       | 1:19.70        | Raffaele De Simone | 2015           |                             |
| Ferrari F12 TDF                 | 1:21.00        |                    | 2015           |                             |
| Ferrari F12berlinetta           | 1:22.40        | Brad Randall       | 2012           |                             |
| Ferrari 488 GTB                 | 1:23.00        |                    | 2015           |                             |
| Ferrari 458 Speciale            | 1:23.50        |                    | 2013           | Michelin Sport Cup 2        |
| Ferrari 599 GTO                 | 1:24.00        |                    | 2010           |                             |
| Enzo Ferrari                    | 1:24.90        |                    | 2002           |                             |
| Ferrari 458 Italia              | 1:25.00        |                    | 2010           |                             |
| Ferrari 430 Scuderia            | 1:25.00        |                    | 2007           | Semi-Slicks                 |
| Maserati MC12                   | 1:25.20        |                    |                |                             |
| Ferrari 599 GTB Fiorano HGTE    | 1:25.90        |                    | 2009           |                             |
| Ferrari 599 GTB Fiorano         | 1:26.50        |                    | 2006           |                             |
| Ferrari 430 Scuderia Spider 16M | 1:26.50        |                    | 2009           |                             |
| Ferrari F50                     | 1:27.00        |                    | 1995           |                             |
| Ferrari F430                    | 1:27.00        |                    | 2005           |                             |
| Ferrari 360 Challenge Stradale  | 1:28.00        |                    | 2003           | Semi-Slicks                 |
| Ferrari F430                    | 1:28.50        |                    | 2005           |                             |
| Ferrari F40                     | 1:29.60        |                    | 1987           |                             |
| Ferrari 612 Scaglietti          | 1:30.50        |                    | 2004           |                             |
| Ferrari 360 Modena              | 1:31.50        |                    | 1999           |                             |
| Ferrari 575M Maranello          | 1:31.512       |                    | 2002           |                             |
| Ferrari 550 Maranello           | 1:32.528       |                    | 1996           |                             |
| Ferrari F355 F1                 | 1:33.00        |                    | 1997           |                             |
| Ferrari F355                    | 1:34.00        |                    | 1994           |                             |
| Ferrari F 512 M                 | 1:35.00        |                    | 1995           |                             |
| Ferrari 512 TR                  | 1:35.00        |                    | 1992           |                             |
| Ferrari 456GT                   | 1:35.00        |                    | 1992           |                             |
| Maserati Coupé                  | 1:35.00        |                    |                |                             |
| Ferrari 288 GTO                 | 1:36.00        |                    | 1984           |                             |
| Ferrari Testarossa              | 1:36.00        |                    | 1984           |                             |
| Ferrari 348 tb                  | 1:37.00        |                    | 1989           |                             |
| Ferrari 328 GTB                 | 1:44.00        |                    |                |                             |

## Die Pista di Fiorano in Videospielen
| Titel                              | Jahr |
| ---------------------------------- | ---- |
| Ferrari Formula One                | 1988 |
| Ferrari F355 Challenge             | 1999 |
| F1 Challenge 99-02                 | 2003 |
| rFactor                            | 2005 |
| Ferrari GT: Evolution              | 2008 |
| Ferrari Challenge: Trofeo Pirelli  | 2008 |
| Ferrari Virtual Academy            | 2010 |
| Test Drive: Ferrari Racing Legends | 2012 |
| Project CARS 2                     | 2017 |